# Rinne-Versuch
Der Rinne-Versuch ist ein Test der Hals-Nasen-Ohren-Heilkunde zur Prüfung des Gehörs, insbesondere dient der Rinne-Versuch der Unterscheidung zwischen Schallempfindungsstörung und Schallleitungsstörung an einem Ohr. Er ist zusammen mit dem Weber-Versuch ein Standardtest zur Untersuchung einer Hörstörung.
Der Test ist nach Heinrich Adolf Rinne (1819–1868) benannt, der ihn 1855 beschrieb.
Beim Rinne-Test wird eine Stimmgabel zum Schwingen gebracht und dem Patienten zuerst mit dem Stimmgabelfuß auf den Knochenfortsatz hinter der Ohrmuschel („Mastoid“, lat. Processus mastoideus) aufgesetzt. Sobald der Patient ein Zeichen gibt, die Stimmgabel nicht mehr zu hören, wird diese unmittelbar vor seine Ohrmuschel gehalten. Kann der Patient die Stimmgabel nun noch hören, ist der Rinne-Test positiv ausgefallen; hört er sie nicht, ist der Test negativ.
Der Rinne-Test macht sich die physiologischen Eigenschaften des Ohres zunutze: Bei normaler Hörfähigkeit ist Schall wegen der Verstärkereigenschaften von Gehörknöchelchen und Trommelfell über Luftleitung lauter wahrzunehmen als über Knochenleitung. Eine ausklingende Stimmgabel wird daher über Luftleitung länger gehört als über Knochenleitung, sie kann also am Gehörgang noch gehört werden, nachdem sie auf dem Warzenfortsatz nicht mehr gehört wurde.
Fällt der Rinne-Test negativ aus, ist dies ein Hinweis auf eine Schallleitungsschwerhörigkeit, also eine Störung im Außen- oder Mittelohrbereich. Beim Gesunden und beim Schallempfindungsschwerhörigen fällt der Rinne-Test positiv aus. Bei Letzterem liegt dann eine Schädigung im Bereich des Innenohrs vor. 
Wenn der Patient glaubhaft angibt, überhaupt keinen Stimmgabelton wahrzunehmen, muss eine ausgeprägte Schallempfindungsschwerhörigkeit beider Ohren vorliegen.
Für weitere Stimmgabelprüfungen siehe auch: Bing-Test, Gellé-Test, Weber-Test.

## Originalbeschreibung
- A. Rinne: Beiträge zur Physiologie des Menschlichen Ohres. In: Vierteljahrschrift für die Praktische Heilkunde. Prag 1855.